# Heinrich von Korff gen. Schmising zu Tatenhausen
Heinrich von Korff gen. Schmising zu Tatenhausen (* 13. Januar 1650; † 21. Juli 1716 in Münster) war Domherr und Deputierter bei der Landespfennigkammer.

## Leben

### Herkunft und Familie
Heinrich von Korff wuchs als Sohn des Kaspar Heinrich von Korff gen. Schmising (1616–1690, Amtsdroste in Iburg) und seiner Gemahlin Anna Margaretha von Neuhof zu Horstmar zusammen mit seiner Schwester Sybille Wilhelmina (⚭ Rembert Jobst von Kerssenbrock zu Brinke) und seinen Brüdern Friedrich Matthias, Ferdinand (* 1666, Ritter des Malteserordens) und Dietrich Otto in der uralten westfälischen Adelsfamilie von Korff auf.

### Werdegang und Wirken
Als 14-Jähriger mit einer Dompräbende in Speyer ausgestattet, wurde Heinrich im Jahre 1673 durch den Turnar, seinem Bruder Dietrich Otto, als Domherr eingesetzt.
Es schloss sich ein Studium in Rom an. Am 24. März 1674 erhielt er mit den Niederen Weihen die Subdiakonatsweihe.
Durch päpstliche Bestimmung erhielt er 1677 eine Dompräbende in Osnabrück. Am 8. August 1684 wurde er zum Deputierten bei der Landespfennigkammer bestellt. Seine Ernennung zum Propst von St. Martini in Münster fiel in das Jahr 1690.
1693 war er Archidiakon in Warendorf und wurde Propst an der St.-Alexander-Kirche in Wildeshausen.